# Sartor Finance Group
Sartor Finance Group es una compañía financiera chilena fundada el año 2012 por Pedro Pablo Larraín con un enfoque inicial como multifamily office para gestionar patrimonios familiares. Con el tiempo, evolucionó hacia una administradora de fondos especializada en activos alternativos, como deuda privada, bienes raíces e infraestructura. Está compuesto por tres áreas principales: Administradora General de Fondos (AGF Sartor), Wealth Management y Gestión Inmobiliaria. Su nombre proviene del latín y significa "Sastre".

## Historia
Sartor Finance Group fue fundada en 2012 por Pedro Pablo Larraín Mery como un multifamily office enfocado en la gestión de patrimonios familiares. Su modelo inicial se basaba en ofrecer soluciones de inversión personalizadas, inspiradas en el concepto de "sastre" (del latín sartor), con un enfoque en activos alternativos como deuda privada y bienes raíces.
El año 2013 deja atrás su modelo de Family Office, pasando al de Asesoría de Inversiones para clientes de alto patrimonio.
Los años siguientes se enfocaron en la creación de los fondos Sartor Leasing y Fondo Inmobiliario I y II.
El año 2016 se crea Sartor Administradora General de Fondos (Sartor AGF) y lleva su estrategia de inversión a fondos públicos con regulación de la SVS, actual CMF.
Los año 2017 y 2018 se crean los fondos Sartor Proyección y Sartor Táctico Internacional, respectivamente.
El año 2019 se constituye Sartor Gestión Inmobiliaria y junto con ello se lanza el fondo Renta Comercial.
A mediados del año 2022 suman un nuevo fondo Capital Efectivo y la AGF ya se encuentra administrando 10 fondos de inversión y 6 de fondos mutuos. Este mismo año recibe el premio al Fondo Privado MHE.
En enero de 2024 Sartor y Latincapital & Co. anuncian un joint venture para fusionar sus ramas de wealth management, apuntando a expandirse a Montevideo, Lima y Miami

## Controversias
En diciembre del año 2024 la Comisión para el Mercado Financiero (CMF) luego de la Sesión Ordinaria N°423 y formalizada mediante la Resolución Exenta N°12118 revoca la autorización de existencia de Sartor AGF y nombra a un liquidador.